# Vỉa hè

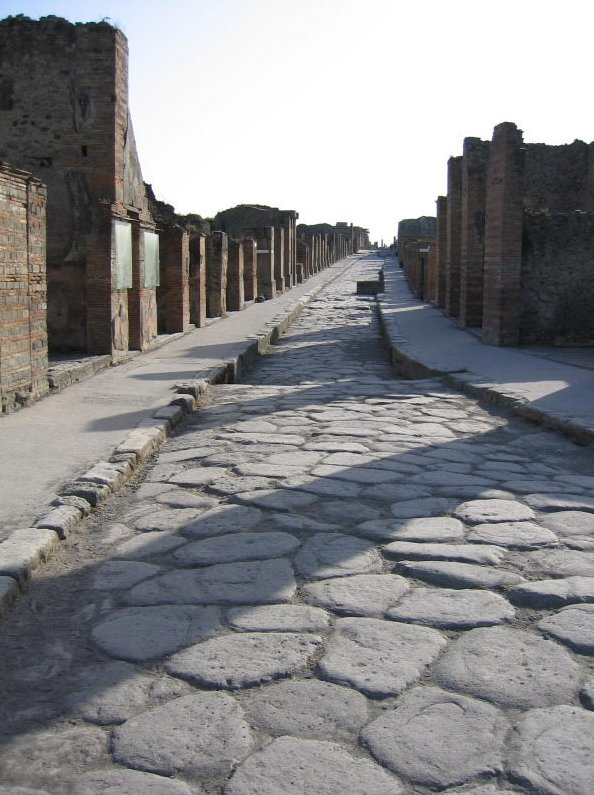
Vỉa hè nhô cao nằm bên cạnh con đường 2000 năm tuổi, Pompeii, Ý

Vỉa hè hay lối đi bộ là phần đường đi bộ dọc bên cạnh một con đường. Thông thường, vỉa hè sẽ nhô cao hơn so với phần đường đi tùy theo mức độ và thường được ngăn cách với phần đường bằng lề đường. Trong nhiều trường hợp, vỉa hè đi bộ cũng có thể được ngăn cách với đường bộ hoặc một loại ranh giới khác bằng dải phân cách hoặc bờ vực đường (một dải thảm thực vật, cỏ, bụi cây, cây cối hoặc kết hợp nhiều loại thực vật).

## Lịch sử

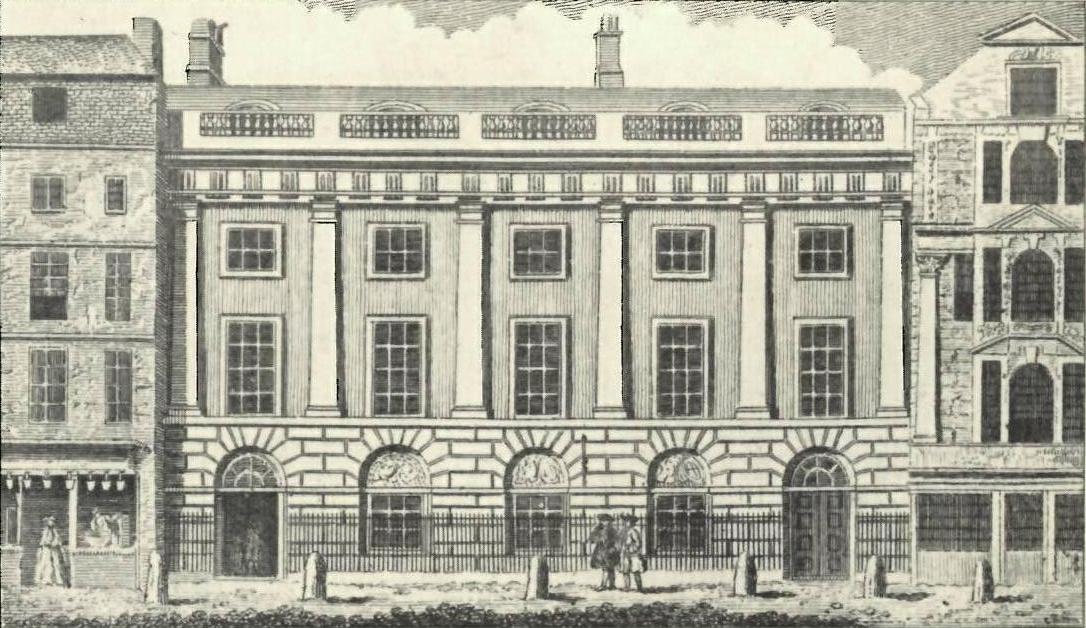
Nhà Đông Ấn, đường Leadenhall, Luân Đôn, 1766. Vỉa hè được ngăn cách với đường phố chính bởi sáu cây cột trước tòa nhà.

Vỉa hè bằng gỗ nhô lên bên cạnh một con đường đất, Đảo Staten, New York đầu thế kỷ 20

Vỉa hè đã hoạt động trong lịch sử ít nhất 4000 năm. Thành phố Corinth của Hy Lạp đã có vỉa hè vào thế kỷ thứ 4 trước Công nguyên, người La Mã cũng biết xây dựng vỉa hè - họ gọi chúng là sēmitae.
Tuy nhiên, vào thời Trung cổ, những con đường hẹp đã được sử dụng trở lại đồng thời bởi cả người đi bộ và xe ngựa mà không có bất kỳ sự tách biệt chính thức nào. Những nỗ lực ban đầu nhằm đảm bảo duy trì đầy đủ lối đi bộ hoặc vỉa hè cho người đi bộ đã được thực hiện, như trong Đạo luật 1623 của Colchester, mặc dù vậy, chúng vẫn không tỏ ra có hiệu quả.
Sau Đại hỏa hoạn Luân Đôn vào năm 1666, những nỗ lực để tạo ra trật tự cho thành phố hoang tàn lúc này đã diễn ra một cách chậm chạp. Năm 1671, "Các Trật tự, Luật lệ và Chỉ dẫn Rõ ràng về việc Đi bộ trên Đường lát đá, Giữ gìn vệ sinh Phố phường, Đường bộ và Lối đi chung trong Thành phố Luân Đôn" đã được soạn thảo, yêu cầu mọi con phố đều phải được lát bằng gạch đá cuội cho người đi bộ. Gạch đá vôi sau đó được sử dụng rộng rãi nhờ khả năng chống chịu và bền bỉ. Các dải phân cách cũng được lắp đặt bên via hẻ để bảo vệ người đi bộ khỏi các phương tiện giao thông trên đường.
Từ thế kỷ thứ 18, Hạ Nghị viện Vương quốc Anh thông qua Đạo luật về việc lát đường. Đạo luật Lát đường và Chiếu sáng 1766 được đưa ra bởi Hội đồng Thành phố Luân Đôn đã yêu cầu toàn bộ các con đường ở Luân Đôn đều phát lát bằng gạch đá vôi, sau đó hai bên đường sẽ được nâng lên để tạo thành đường đi bộ. Hội đồng cũng chịu trách nhiệm trong việc bảo trì các con đường một cách thường xuyên, bao gồm cả việc giữ gìn vệ sinh và sửa chữa thông qua những khoản thuế họ thu từ năm 1766. Đến cuối thế kỷ 19, những vỉa hè lớn và rộng rãi đã được thi công liên tục tại thủ đô của các nước châu Ấu, giúp gia tăng chất lượng sống tại vùng đô thị.
Ở Hoa Kỳ, chủ sở hữu bất động sản liền kề trong hầu hết các trường hợp đều phải tài trợ toàn bộ hoặc một phần chi phí để xây dựng vỉa hè. Trong một vụ kiện pháp lý vào năm 1917 liên quan đến việc EL Stewart, cựu thành viên của Hạ viện Louisiana và một luật sư tại Minden của Giáo xứ Webster, Tòa án Tối cao Louisiana đã phán quyết rằng chủ sở hữu phải trả tiền cho việc xây dựng vỉa hè dù họ có muốn hay không.

## Lợi ích

### Giao thông

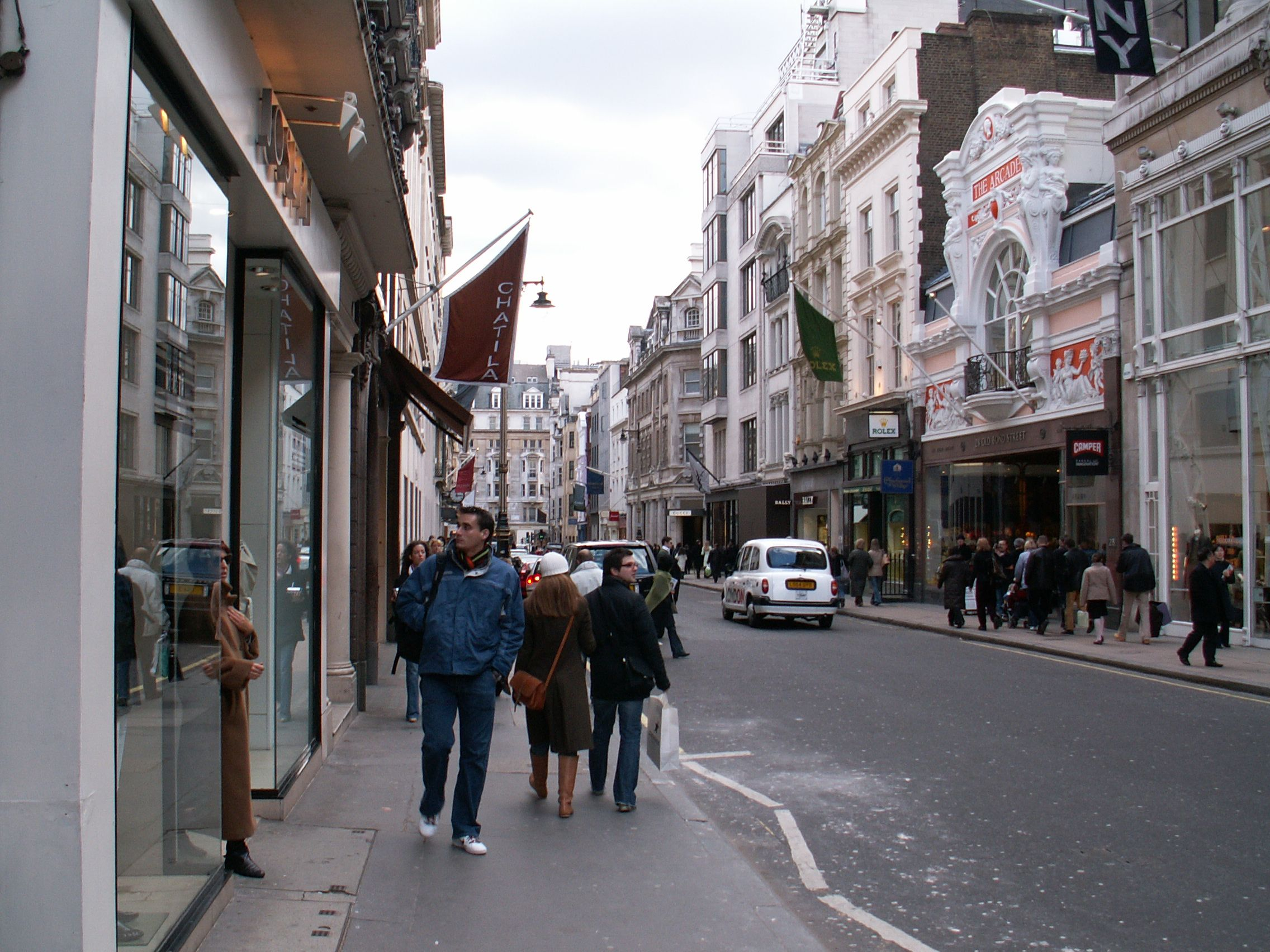
Người đi bộ trên vỉa hè ở London.

Vỉa hè đóng một vai trò quan trọng trong việc di chuyển vì chúng cung cấp một lối đi riêng cho mọi người đi bộ dọc trên các tuyến đường, tách biệt với các phương tiện cơ giới khác. Chúng cũng hỗ trợ đảm bảo an toàn bằng cách giảm thiểu sự tương tác giữa người đi bộ và các phương tiện giao thông. Vỉa hè thường đi theo cặp, mỗi bên đường đều sẽ có một vỉa hè riêng, còn phần trung tâm của đường dành cho xe cơ giới.
Tại các con đường ở nông thôn, vỉa hè có thể không được xây dựng vì lưu lượng giao thông (người đi bộ hoặc phương tiện cơ giới) có thể không đủ để tách ra hai lối đi riêng. Ở các khu vực ngoại thành và thành thị, vỉa hè xuất hiện phổ biến hơn. Ở trung tâm thị trấn và thành phố,  lưu lượng người đi bộ nhiều lúc vượt quá lưu lượng xe máy và ô tô, vì lý do này, vỉa hè tại đây có thể chiếm hơn một nửa chiều rộng của đường, hoặc toàn bộ con đường có thể được dành cho người đi bộ, gọi là phố đi bộ.

### Môi trường
Vỉa hè có thể có một tác động nhỏ đối việc việc giảm quãng đường các phương tiện giao thông di chuyển, nhờ đó giúp giảm lượng khí thải carbon dioxide. Một nghiên cứu về đầu tư vỉa hè và quá cảnh tại các khu phố ở Seattle cho thấy nhờ những tuyến vỉa hè được xây dựng, việc đi lại bằng xe đã giảm từ 6 đến 8% và lượng phát thải CO2 đã giảm từ 1,3 đến 2,2%.

### An toàn giao thông đường bộ

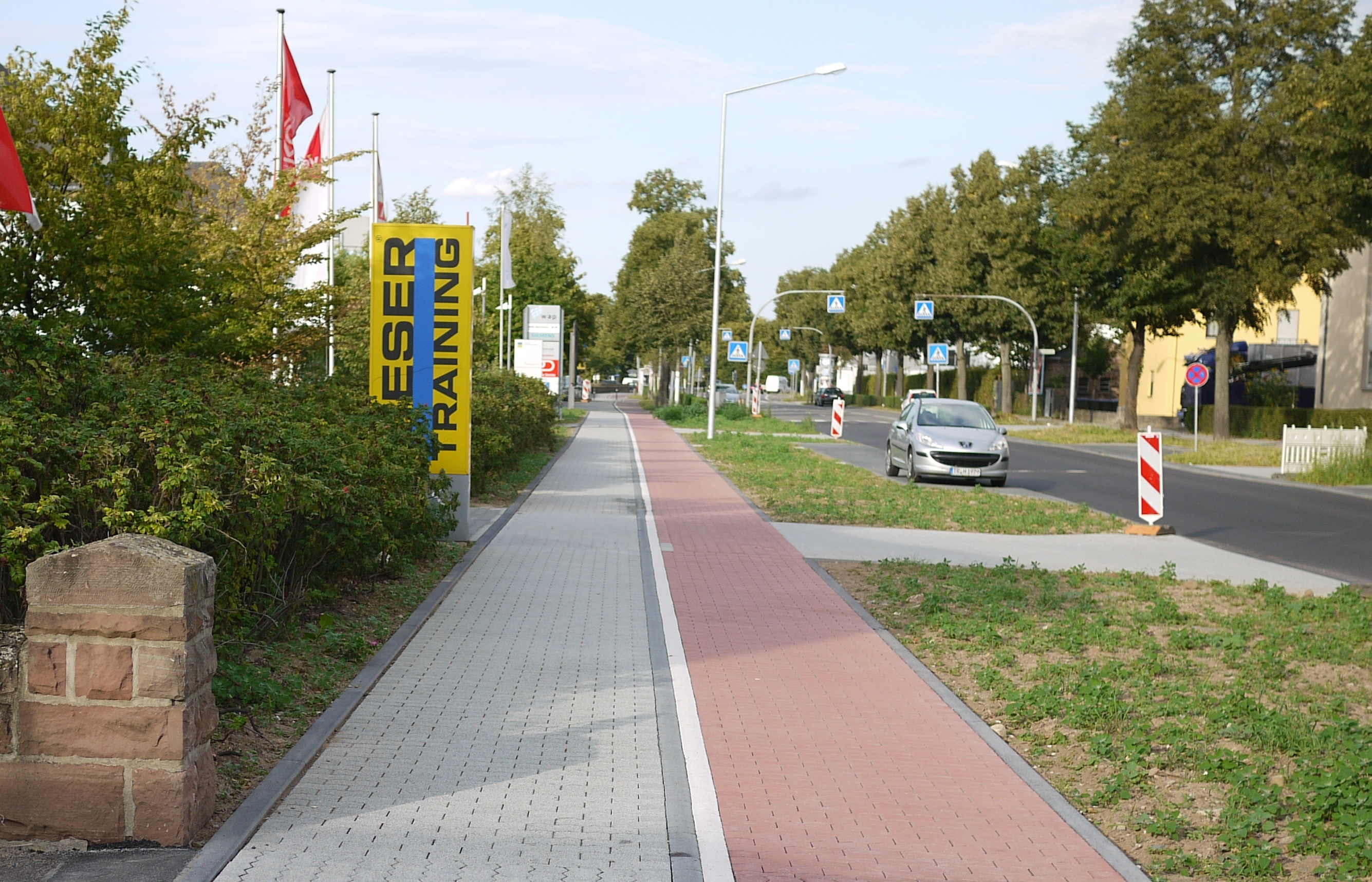
Vỉa hè với đường dành cho xe đạp

Nghiên cứu được ủy quyền cho Bộ Giao thông Vận tải Florida, xuất bản năm 2005, cho thấy, tại Florida, Hệ số Giảm Tai nạn (được sử dụng để ước tính mức giảm tai nạn trong một khoảng thời gian nhất định) do việc lắp đặt vỉa hè đã đạt mức trung bình là 74%. Nghiên cứu tại Đại học Bắc Carolina cho Bộ Giao thông Vận tải Hoa Kỳ cho thấy rằng sự hiện diện hay vắng mặt của vỉa hè và giới hạn tốc độ là những yếu tố quan trọng ảnh hưởng đến khả năng xảy ra tai nạn với xe cộ và người đi bộ. Sự hiện diện của vỉa hè có tỷ lệ rủi ro là 0.118, điều đó có nghĩa là khả năng xảy ra tai nạn trên đường có vỉa hè lát gạch thấp hơn 88,2% so với đường không có vỉa hè. Điều này không nên được hiểu là việc lắp đặt vỉa hè sẽ giúp giảm 88,2% khả năng xảy ra tai nạn cho người đi bộ/xe cơ giới trong mọi tình huống. Tuy nhiên, sự hiện diện của một vỉa hè rõ ràng có tác dụng mạnh mẽ trong việc giảm nguy cơ xảy ra tai nạn giữa người đi xe và người đi bộ đi dọc trên đường. Nghiên cứu không tính tới các vụ tai nạn xảy ra khi có người đi qua đường.
Việc một đoạn đường không có vỉa hè là một trong ba yếu tố được sử dụng để khuyến khích người lái xe chọn tốc độ thấp hơn, an toàn hơn.
Mặt khác, việc thực hiện các đề án liên quan đến việc loại bỏ vỉa hè, chẳng hạn như các sơ đồ không gian chung, đôi khi lại được báo cáo là đã giảm đáng kể các vụ tai nạn và tắc nghẽn, đã đưa ra những cách nhìn nhận khác về vấn đề. Một trong số đó là môi trường tốc độ tại địa phương, yếu tố đóng một vai trò quan trọng trong việc xác định rằng liệu vỉa hè có nhất thiết là giải pháp tốt nhất cho sự an toàn của người đi bộ hay không.
Đi xe đạp trên vỉa hè không được khuyến khích vì một số nghiên cứu cho thấy việc này nguy hiểm hơn so với đi trên đường phố. Một số khu vực còn cấm đi xe đạp trên vỉa hè trừ trẻ em. Ngoài nguy cơ va chạm giữa người đi xe đạp và người đi bộ, người đi xe đạp còn phải đối mặt với rủi ro gia tăng do va chạm với xe cơ giới tại ngã tư đường và đường lái xe. Đi xe theo hướng ngược lại với giao thông trong làn đường liền kề là đặc biệt nguy hiểm.

### Sức khỏe
Vì cư dân tại các khu phố có vỉa hè có xu hướng đi bộ nhiều hơn, họ cũng sẽ có xu hướng có tỷ lệ mắc bệnh tim mạch, béo phì và các vấn đề sức khỏe khác thấp hơn. Ngoài ra, việc trẻ em đi bộ đến trường đã được chứng minh rằng sẽ giúp tập trung tốt hơn.

### Sử dụng trong xã hội

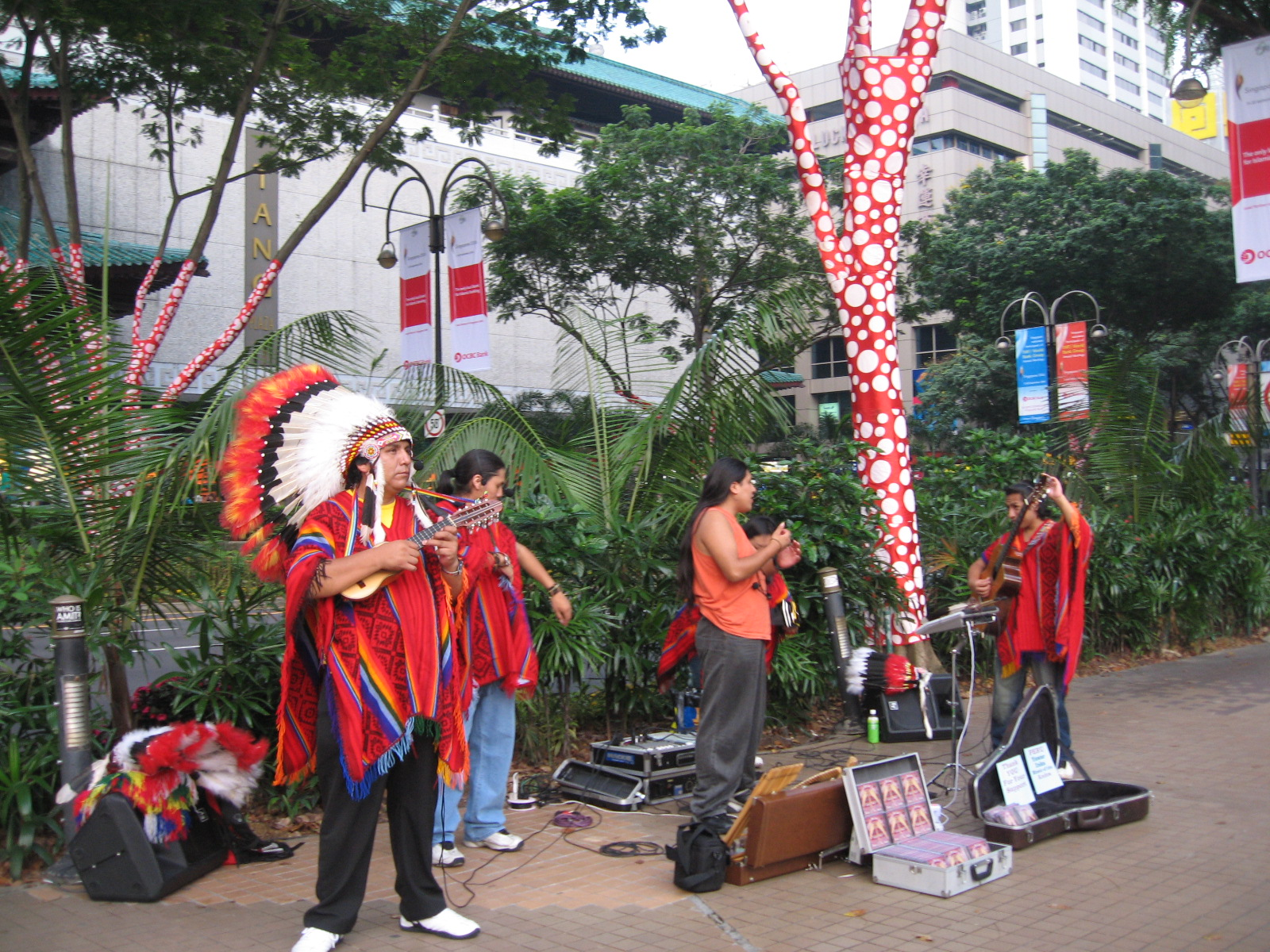
Người Mỹ bản địa đang bận rộn tại đường Orchard, Singapore

Một số vỉa hè có thể được sử dụng cho nhiều mục đích xã hội khác như quán cà phê vỉa hè, chợ vỉa hè, biểu diễn đường phố, hoặc dùng để đỗ các loại phương tiện khác nhau bao gồm ô tô, xe máy và xe đạp.

## Xây dựng
Vỉa hè ngày nay có thể được làm từ nhiều loại vật liệu khác nhau, bê tông rất thường xuyên được sử dụng để làm vỉa hè ở Bắc Mỹ, trong khi đó nhựa đường, gạch, đá, phiến và cao su lại phổ biến hơn ở châu Âu.

### Gỗ
Vào thế kỷ 19 và đầu thế kỷ 20, vỉa hè bằng gỗ khá phổ biến ở một số khu vực tại Bắc Mỹ. Chúng vẫn có thể được tìm thấy tại một số bãi biển hoặc trong các khu vực bảo tồn để bảo vệ những lớp đất nằm bên dưới và xung quanh.

### Gạch
Vỉa hè gạch xuất hiện ở một số khu vực đô thị, thường là vì mục đích thẩm mỹ. Qua trình xây dựng vỉa hè gạch thường sẽ liên quan đến việc sử dụng máy rung cơ học để khóa gạch tại chỗ sau khi chúng được đặt (và/hoặc để chuẩn bị đất trước khi đặt). Mặc dù điều này cũng có thể được thực hiện bằng các công cụ khác (như búa thông thường và cuộn nặng), máy rung vẫn thường được chọn để tăng tốc quá trình.

### Đá tấm
Đá tấm hoặc phiến đôi khi sẽ được sử dụng để tăng tính thẩm mỹ của khu vực đi bộ, ví dụ như trong các trung tâm thị trấn có tính lịch sử. Ở những khu vực không cần tính thẩm mỹ quá cao, các tấm bê tông đúc sẵn (được gọi là tấm lát hoặc đá lát) sẽ được sử dụng. Chúng có thể được tô màu hoặc sắp xếp theo kết cấu sao cho trông giống đá. 

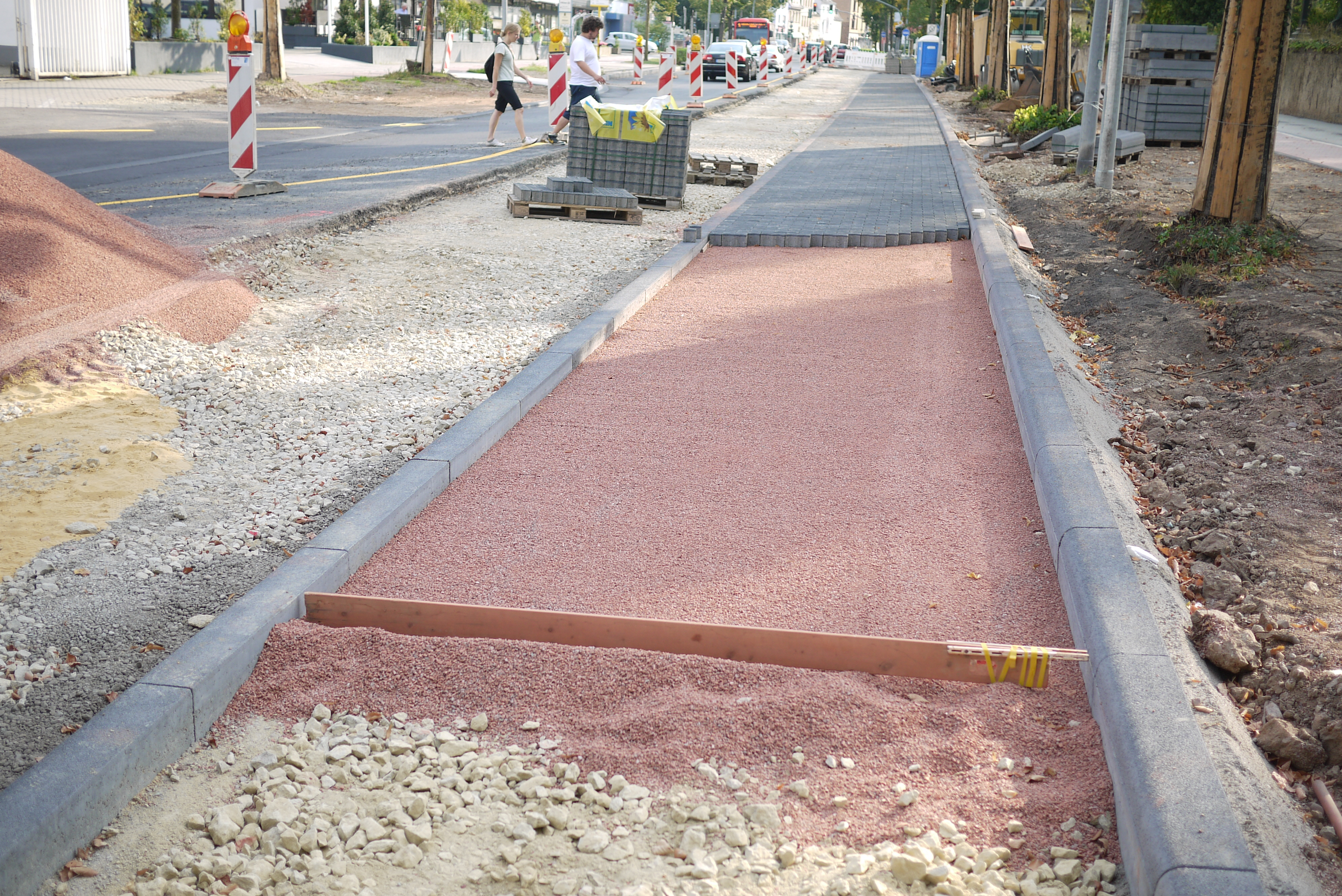
Lắp đặt lớp lót đá nghiền để thoát nước
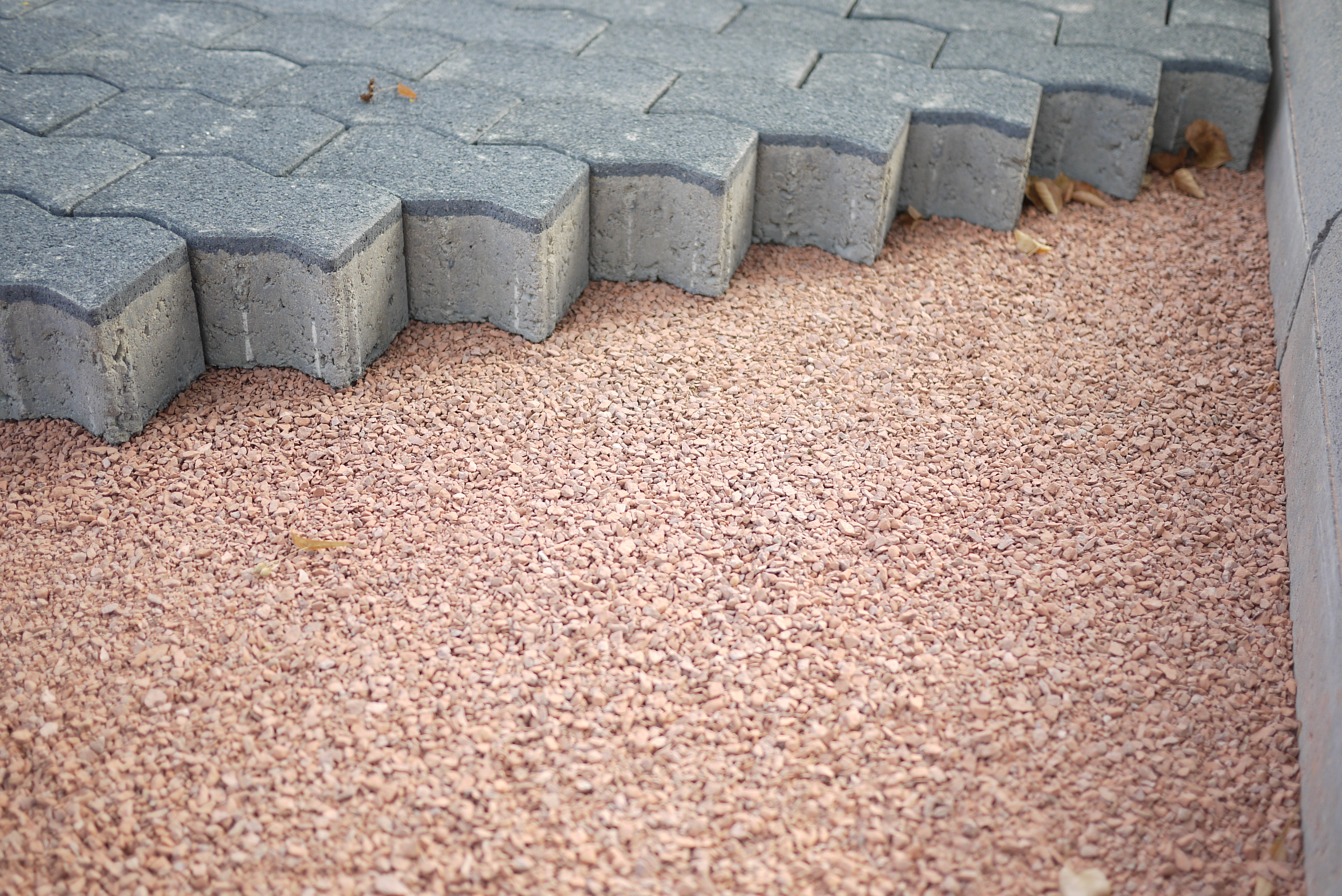
Lắp đặt khối lát nền
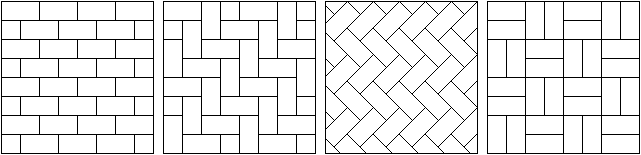
Bốn loại gạch đặt cho vỉa hè. Mỗi là một loại tessellation

### Bê tông

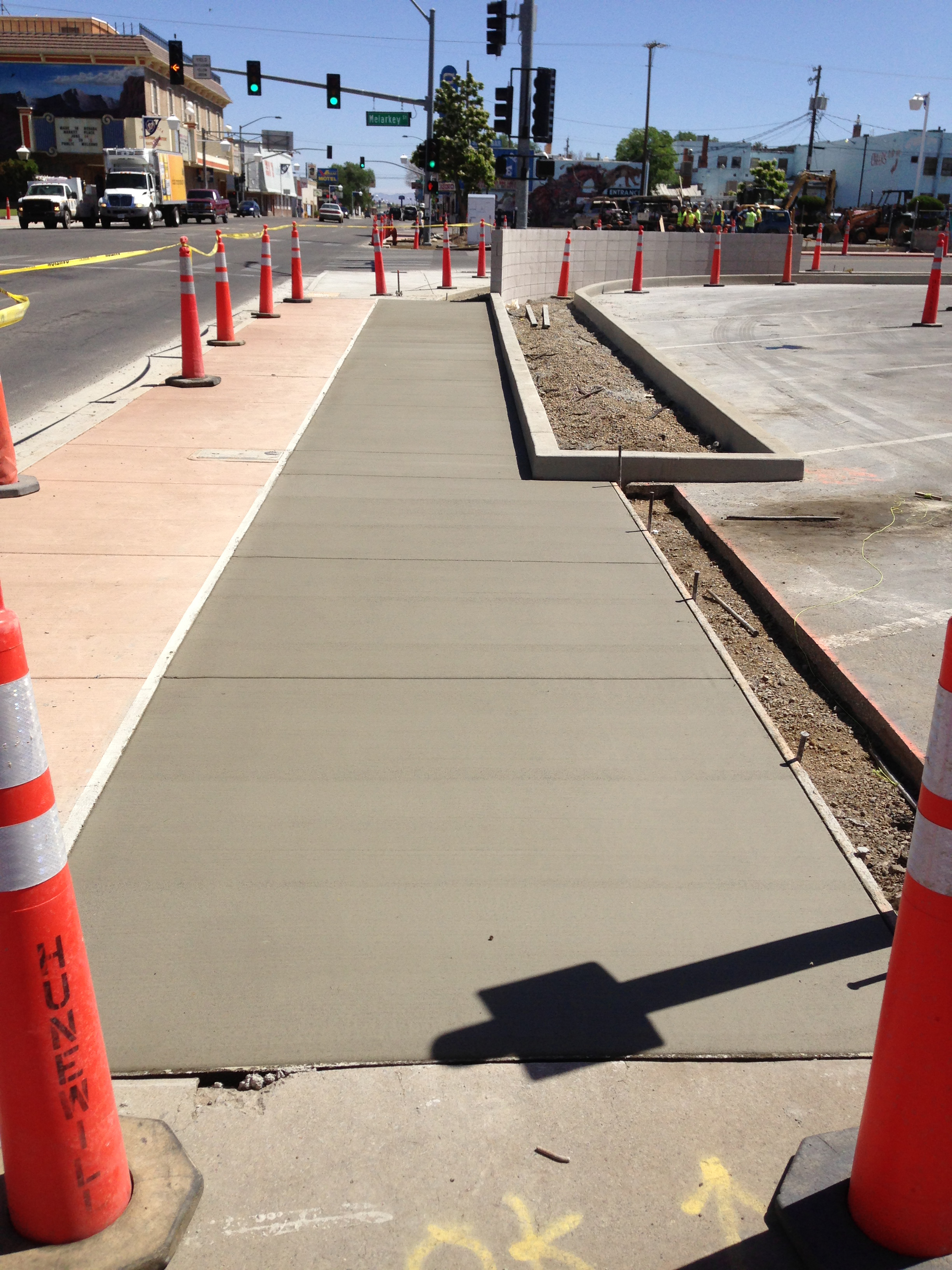
Một khu vực vỉa hè bê tông mới được lắp đặt, với các rãnh nổi nằm ngang hơi mờ

Tại Mỹ và Canada, vỉa hè chủ yếu được thực hiện bằng cách dải những thảm bê tông xuống đường. Khi những thùng hàng xi măng Portland lần đầu nhập khẩu vào Hoa Kỳ vào thập niên 1880, mục đích chính mà chúng được sử dụng là để xây dựng vỉa hè.
Ngày nay, hầu hết các vỉa hè được xây dựng với các rãnh nổi nằm ngang có tác dụng làm giảm tác động lực, được đặt hoặc xẻ trong khoảng cách đều đặn thường là 1,5 m. Việc tạo ra các vùng rãnh này đã được cấp bằng sáng chế vào năm 1924 bởi Arthur Wesley Hall và William Alexander McVay, những người muốn giảm thiểu thiệt hại cho bê tông khỏi tác động của biến động kiến tạo và nhiệt độ, cả hai đều có thể phá vỡ các đoạn dài hơn. Kỹ thuật này trên thực tế không hoàn hảo, bởi các chu kỳ đóng băng (ở vùng thời tiết lạnh) hoặc quá trình phát triển của rễ cây ven đường có thể dẫn đến thiệt hại cần phải sửa chữa.
Trong điều kiện khí hậu thay đổi liên tục, trải qua nhiều chu kỳ đóng băng, người ta đôi khi sẽ tạo ra các khe hở giữa các khối bê tông đảm bảo sự giãn nở nhiệt không khiến khối bê tông bị vỡ. Tuy nhiên, theo các chuyên gia, việc này có thể cũng không cần thiết bởi nếu làm đúng kỹ thuật và phương pháp, khối bê tông sẽ không thể nở ra lớn hơn được.

### Đường nhựa
Các vỉa hè ngoại ô của Anh, Úc và Pháp thường được xây dựng bằng đường nhựa. Trong khu vực đô thị hoặc nội thành, vỉa hè thường được xây dựng bằng các tấm, đá hoặc gạch tùy thuộc vào kiến trúc và nội thất đường phố xung quanh.

## Hình ảnh

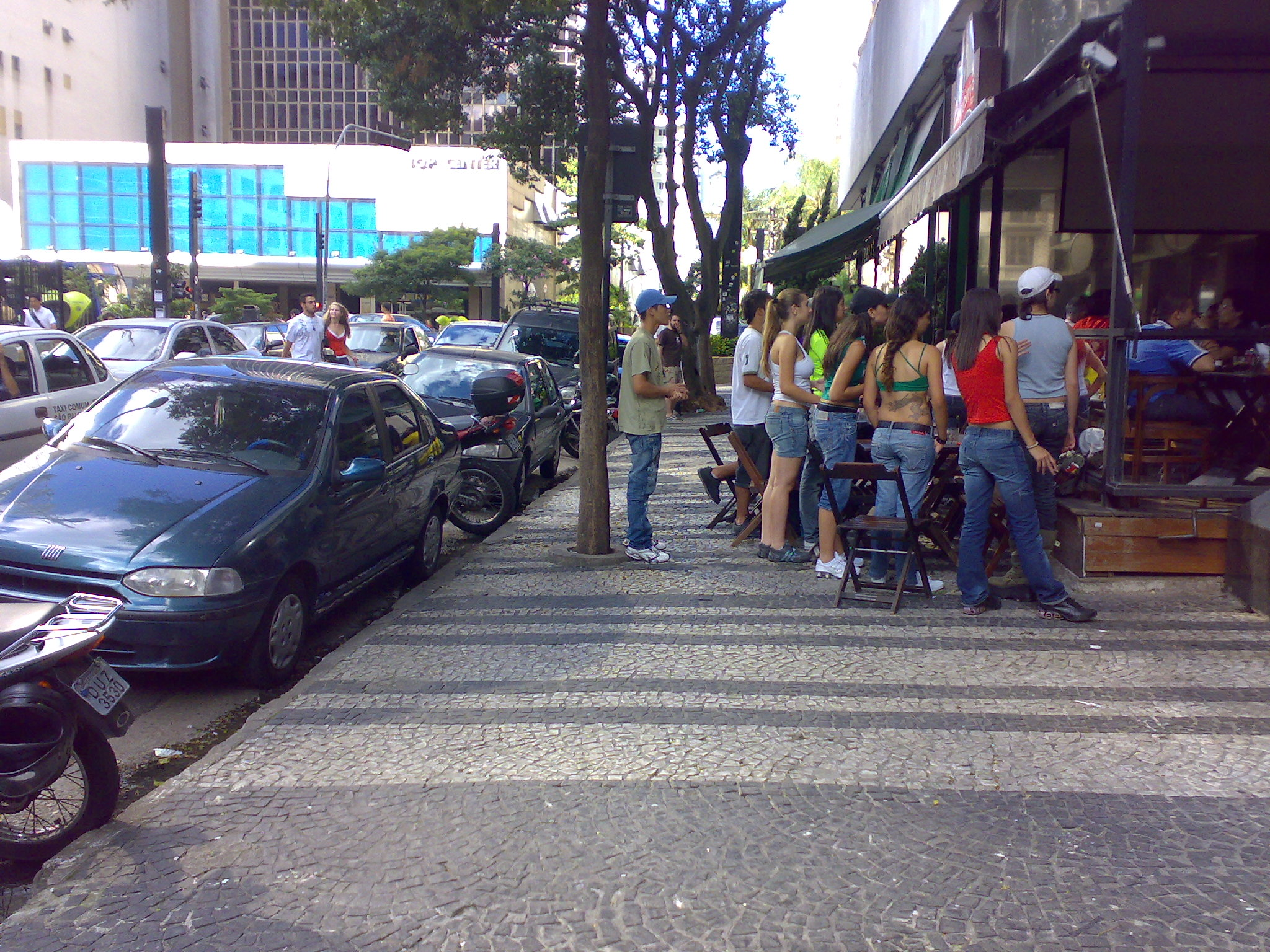
Vỉa hè nằm bên cạnh Đại lộ Paulista được lát bởi gạch Bồ Đào Nha, São Paulo, Brazil
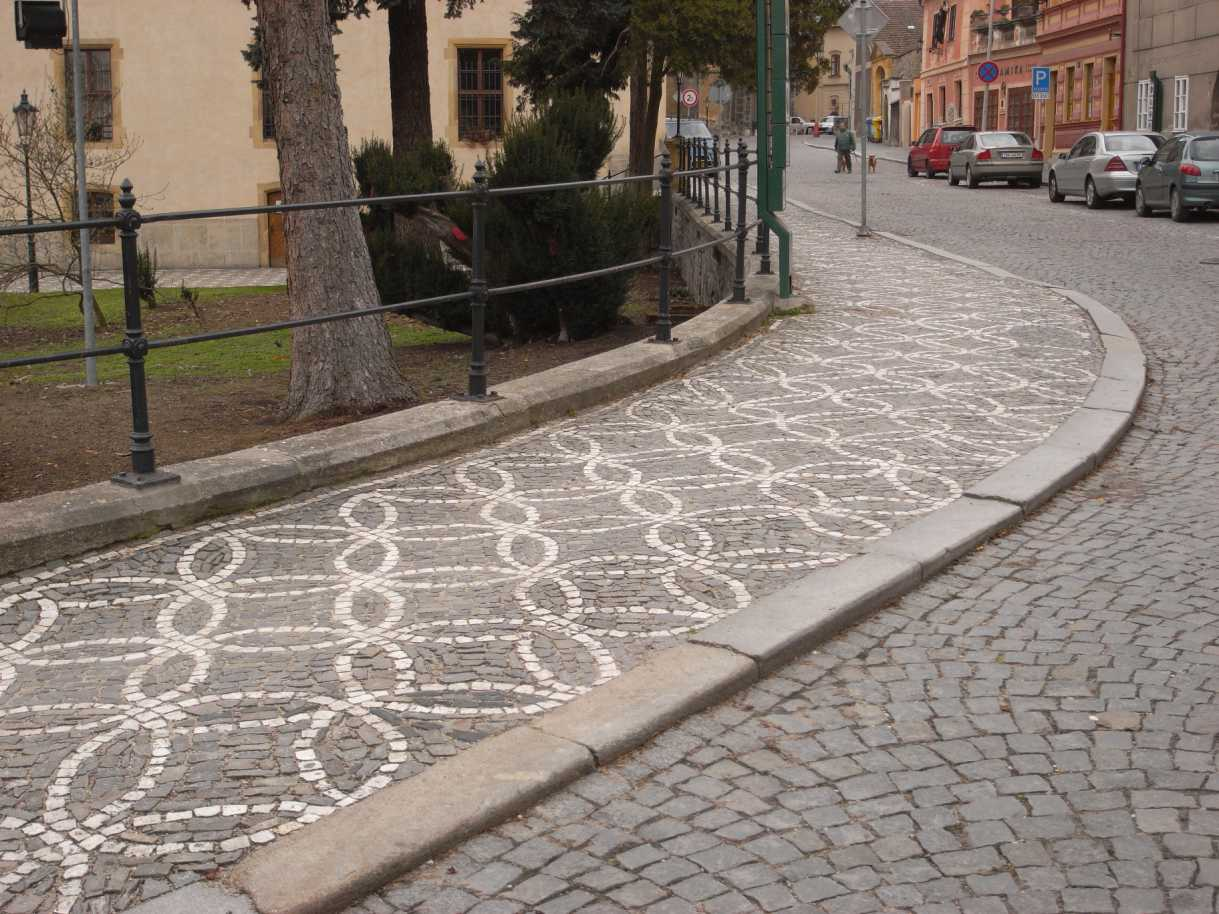
Vỉa hè cũ được lát bởi các phiến đá granite ở Kutná Hora, Séc
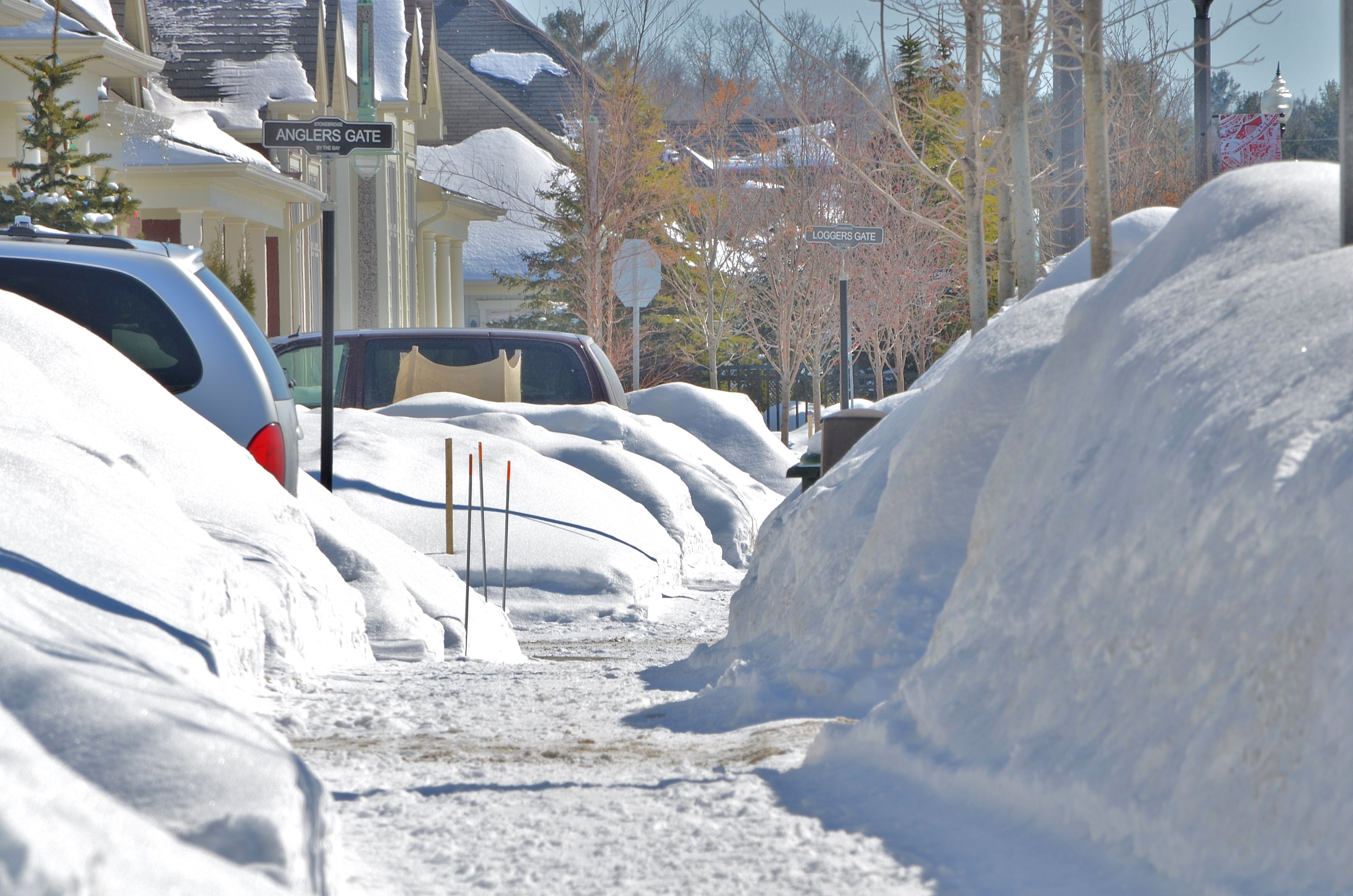
Vỉa hè tại Bãi biển Wasaga, Ontario, Canada bao phủ bởi tuyết
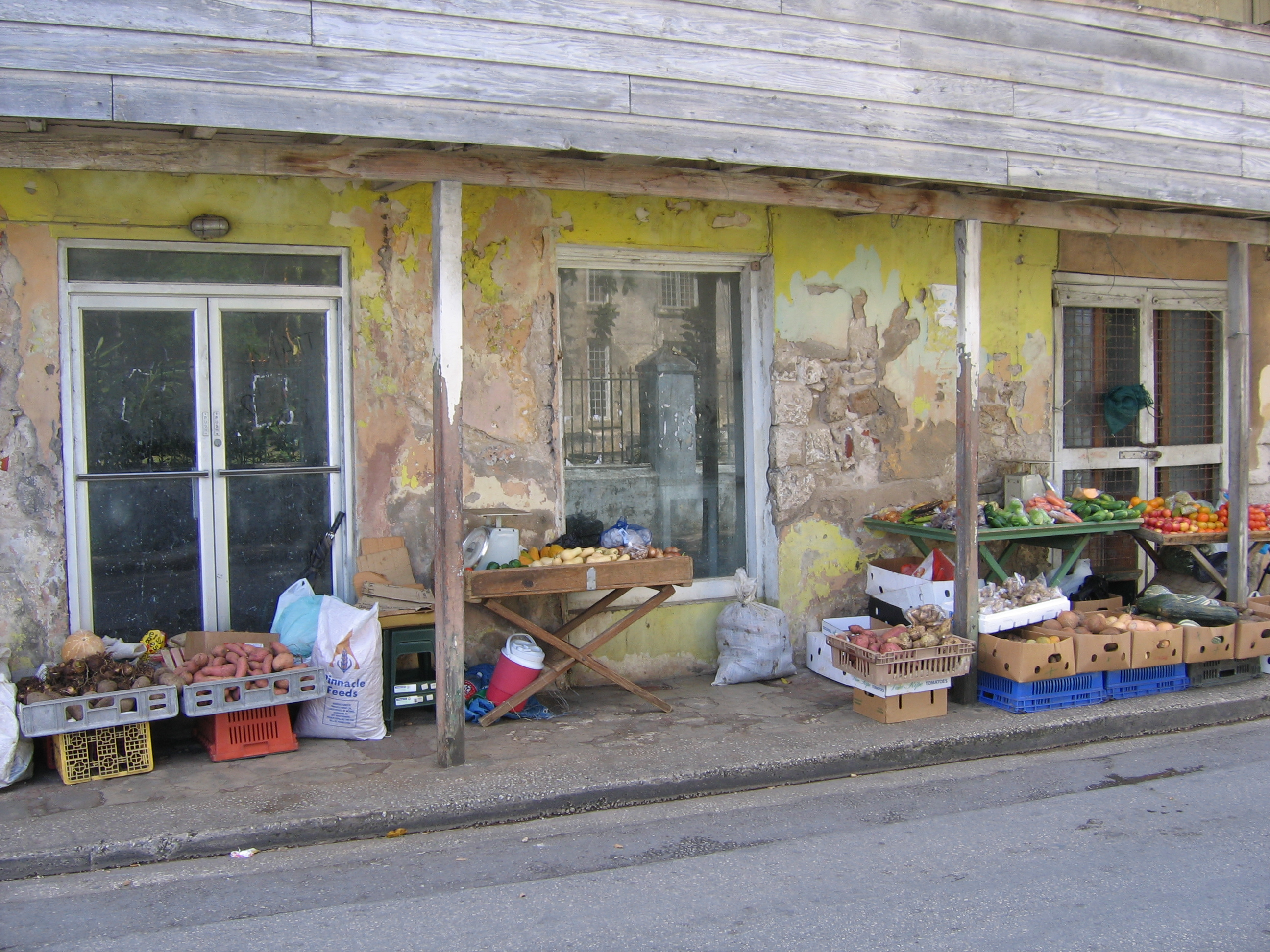
Chợ vỉa hè, Speightstown, Barbados
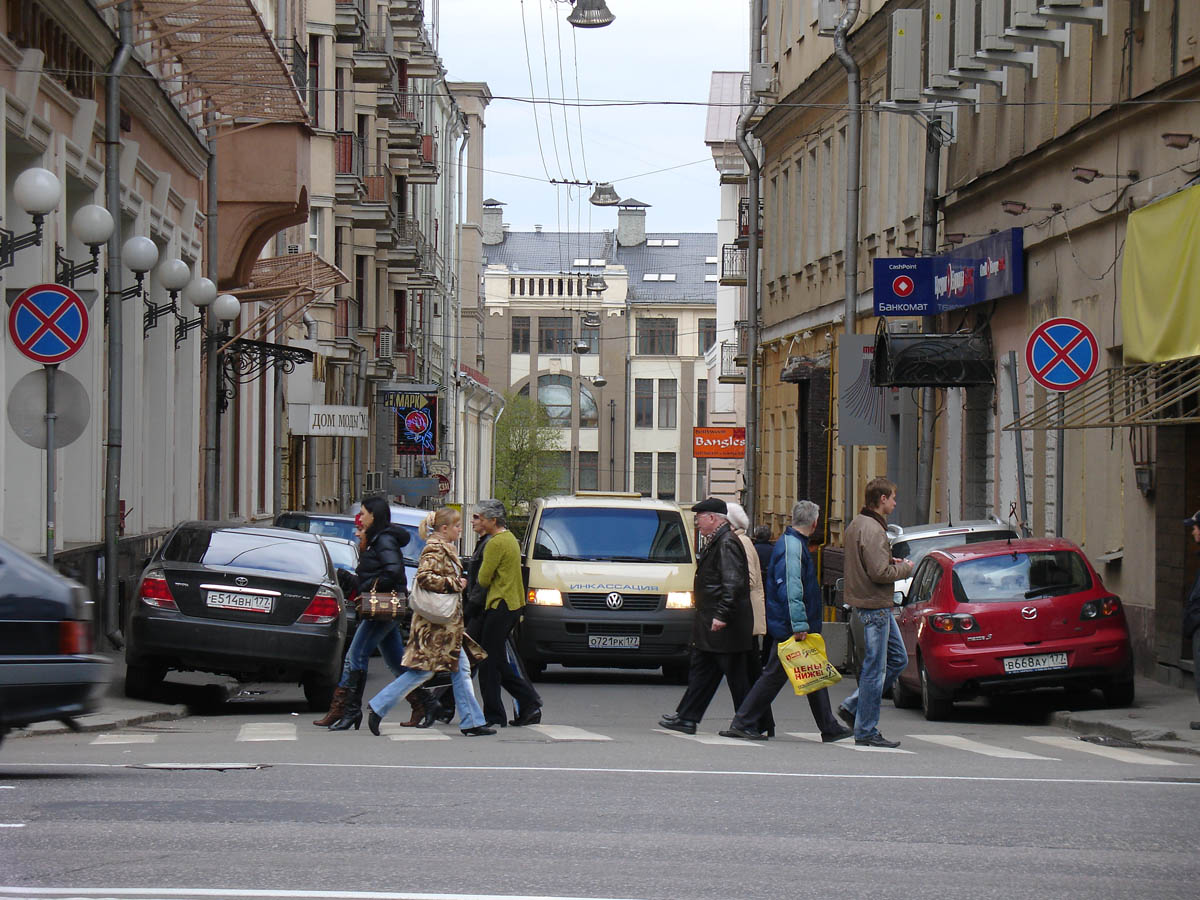
Đỗ xe trên vỉa hè ở Moskva, Nga
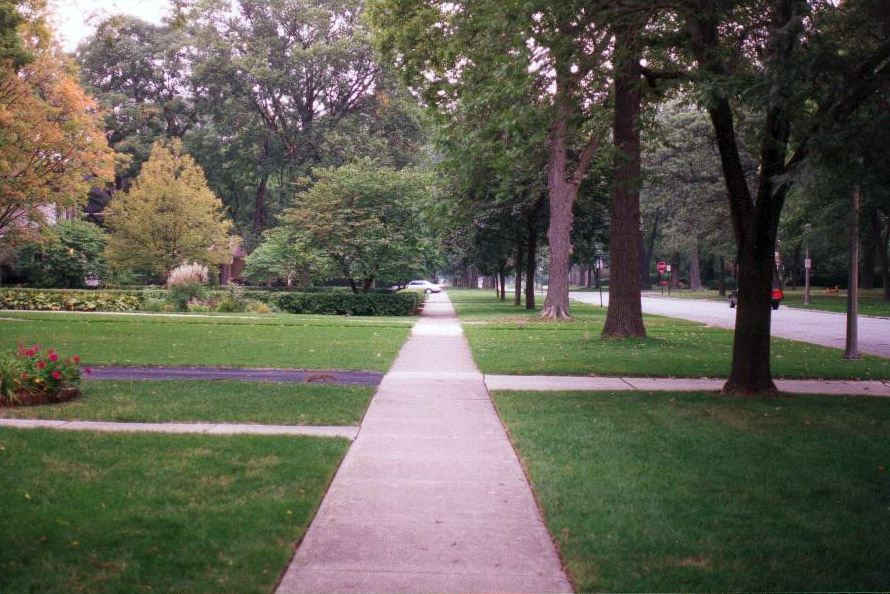
Vỉa hè cùng cây xanh tại Oak Park, Illinois
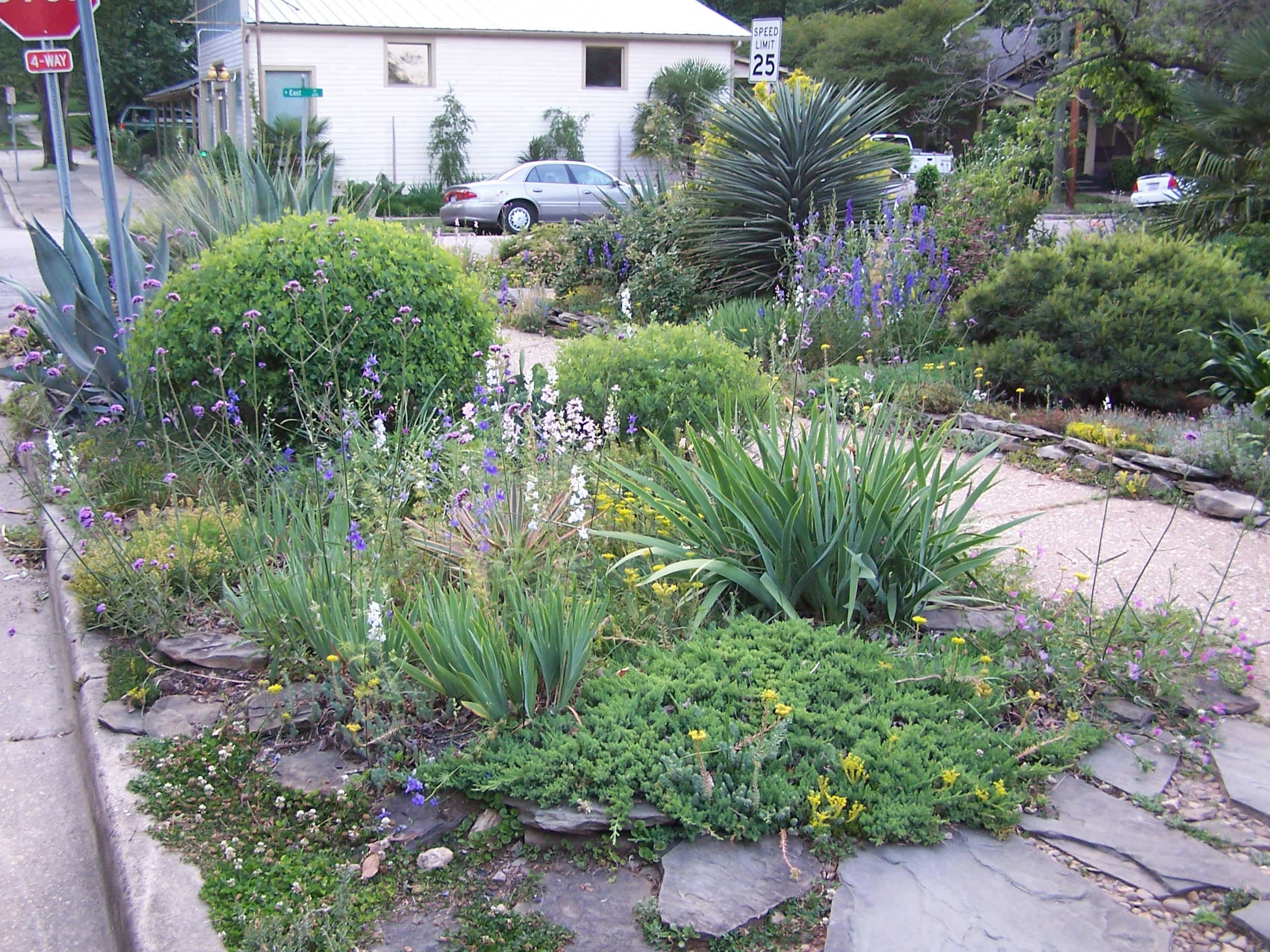
Vỉa hè được trồng cây
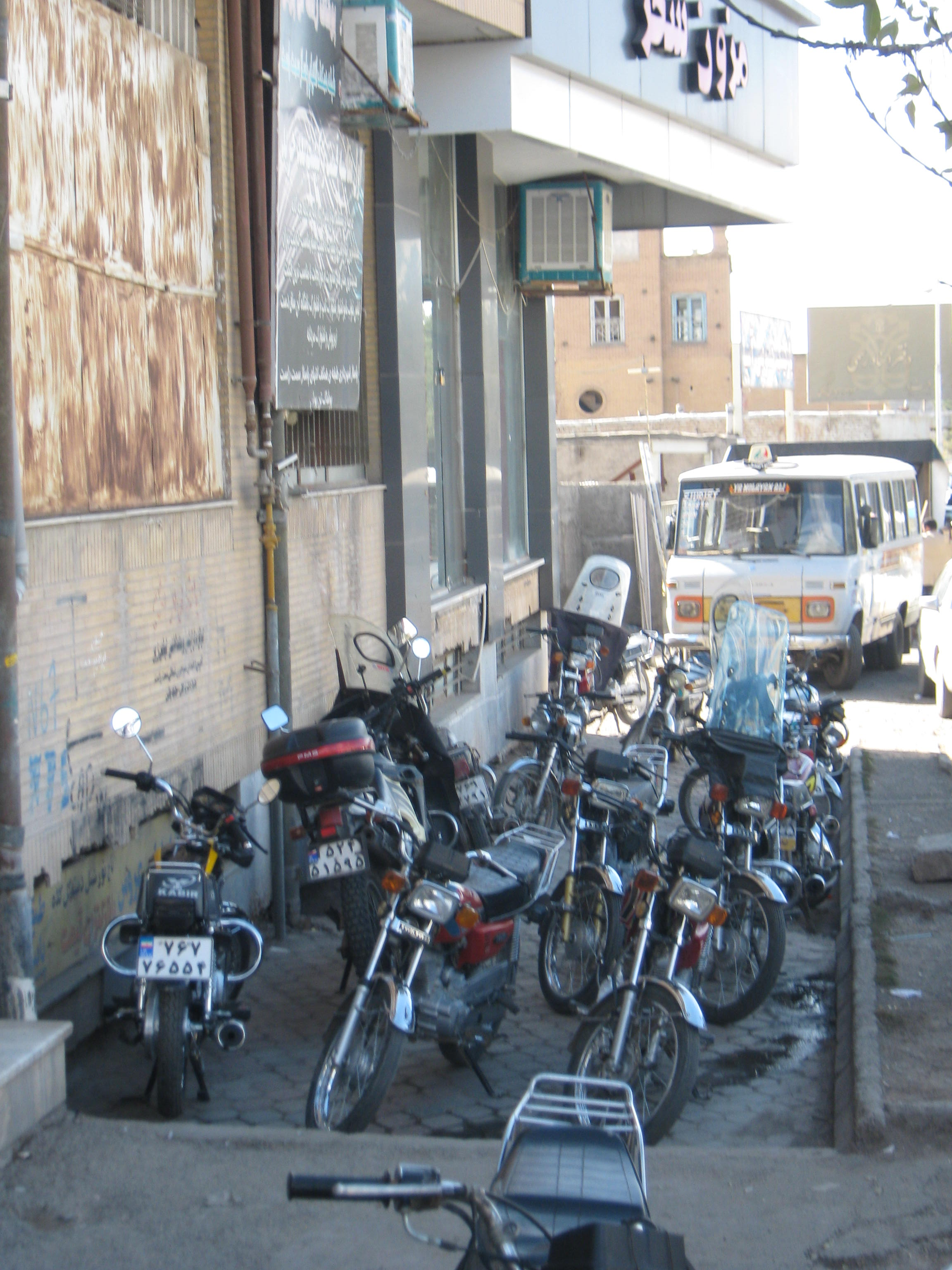
Vỉa hè tràn nhập những chiếc xe máy tại Iran
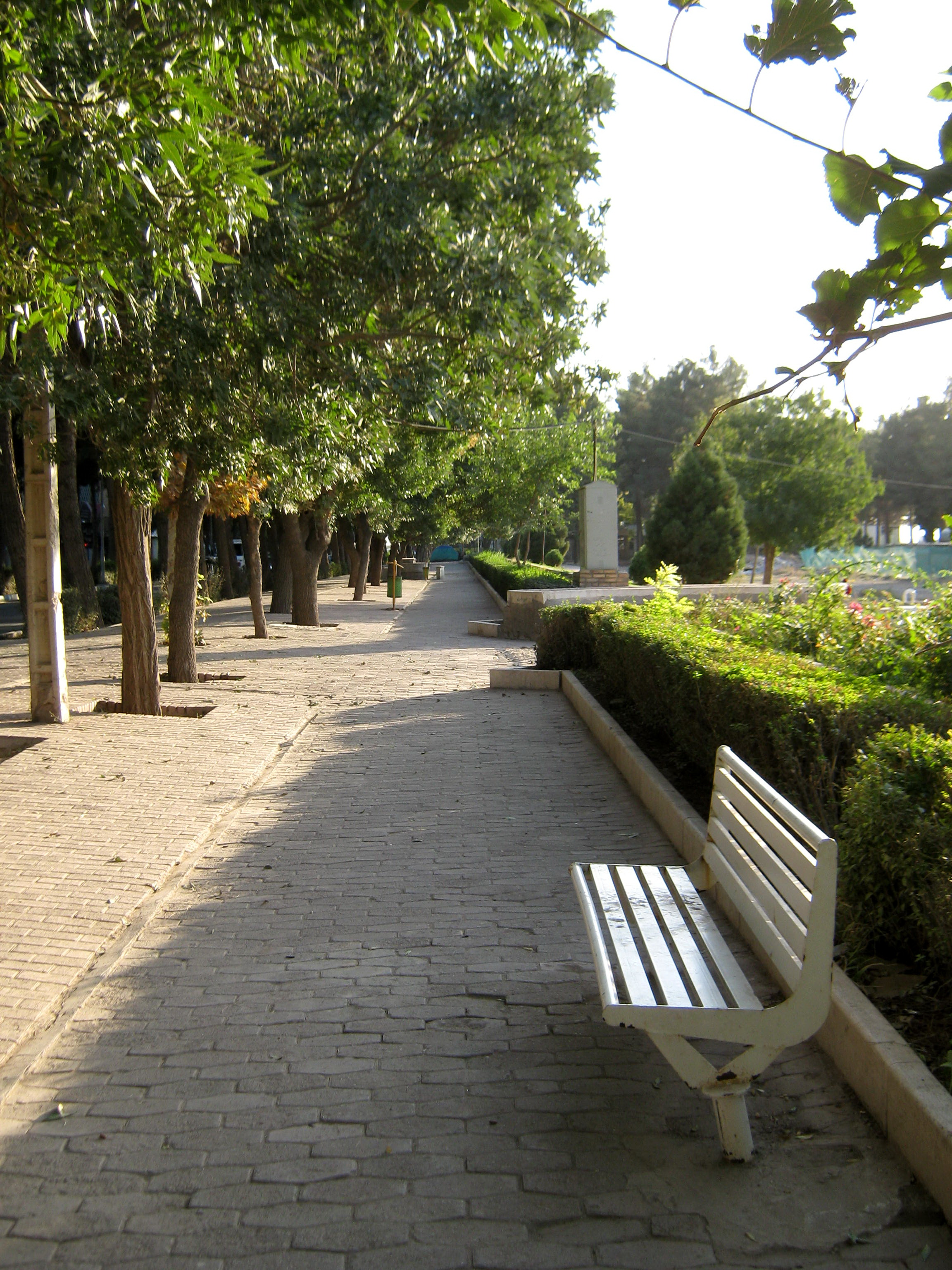
Vỉa hè tại Nishapur, gần Lăng Omar Khayyam
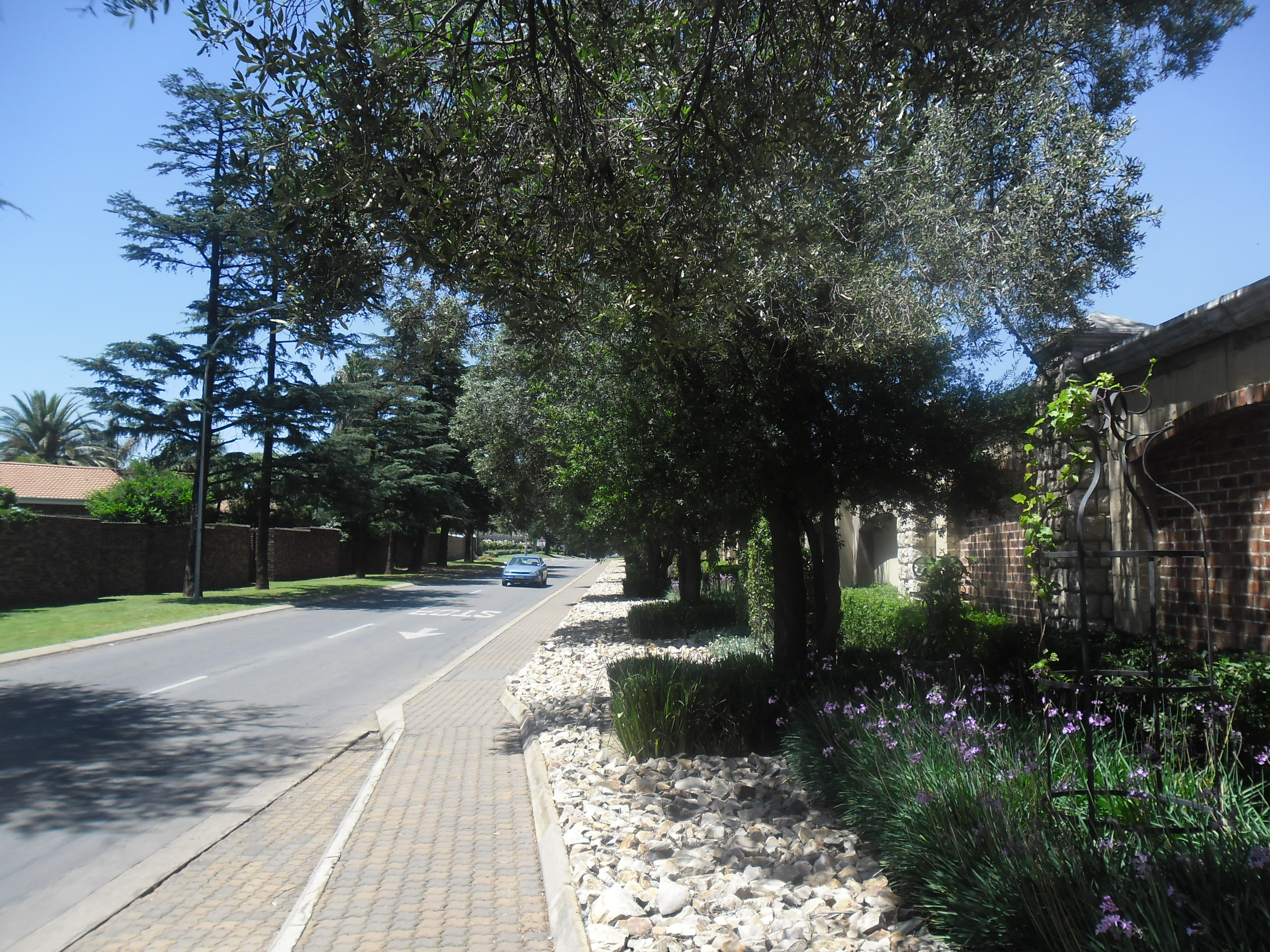
Vỉa hè tại Benoni, Nam Phi
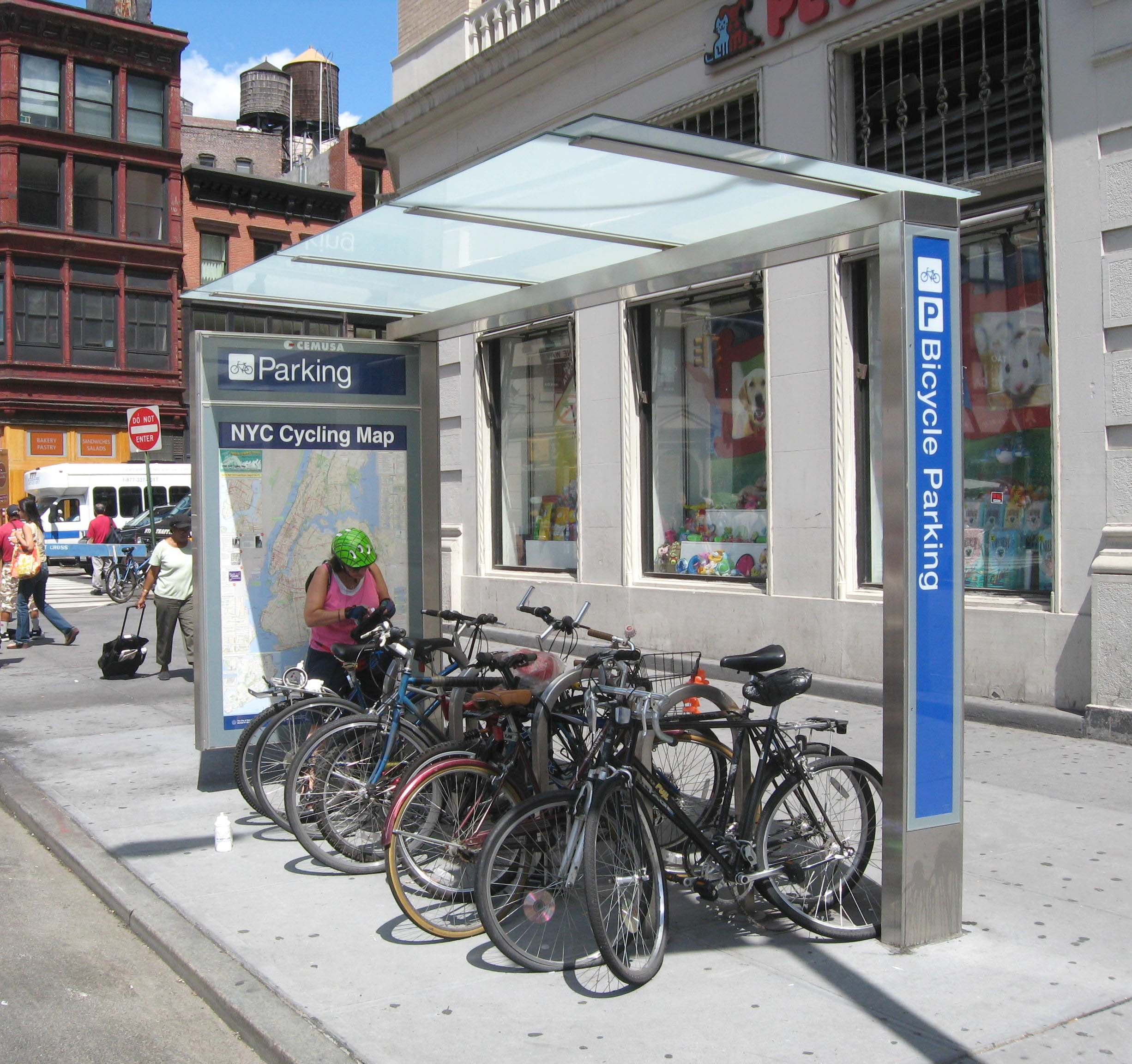
Bãi đỗ xe đạp
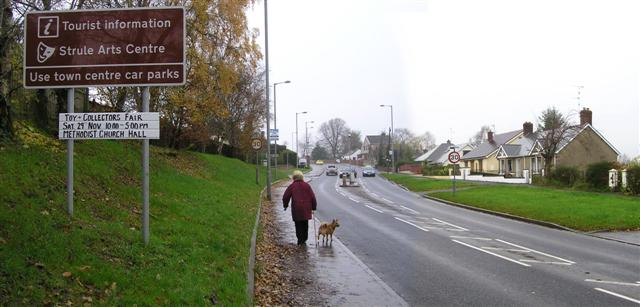
Vỉa hè tại Omagh, Bắc Ireland, UK
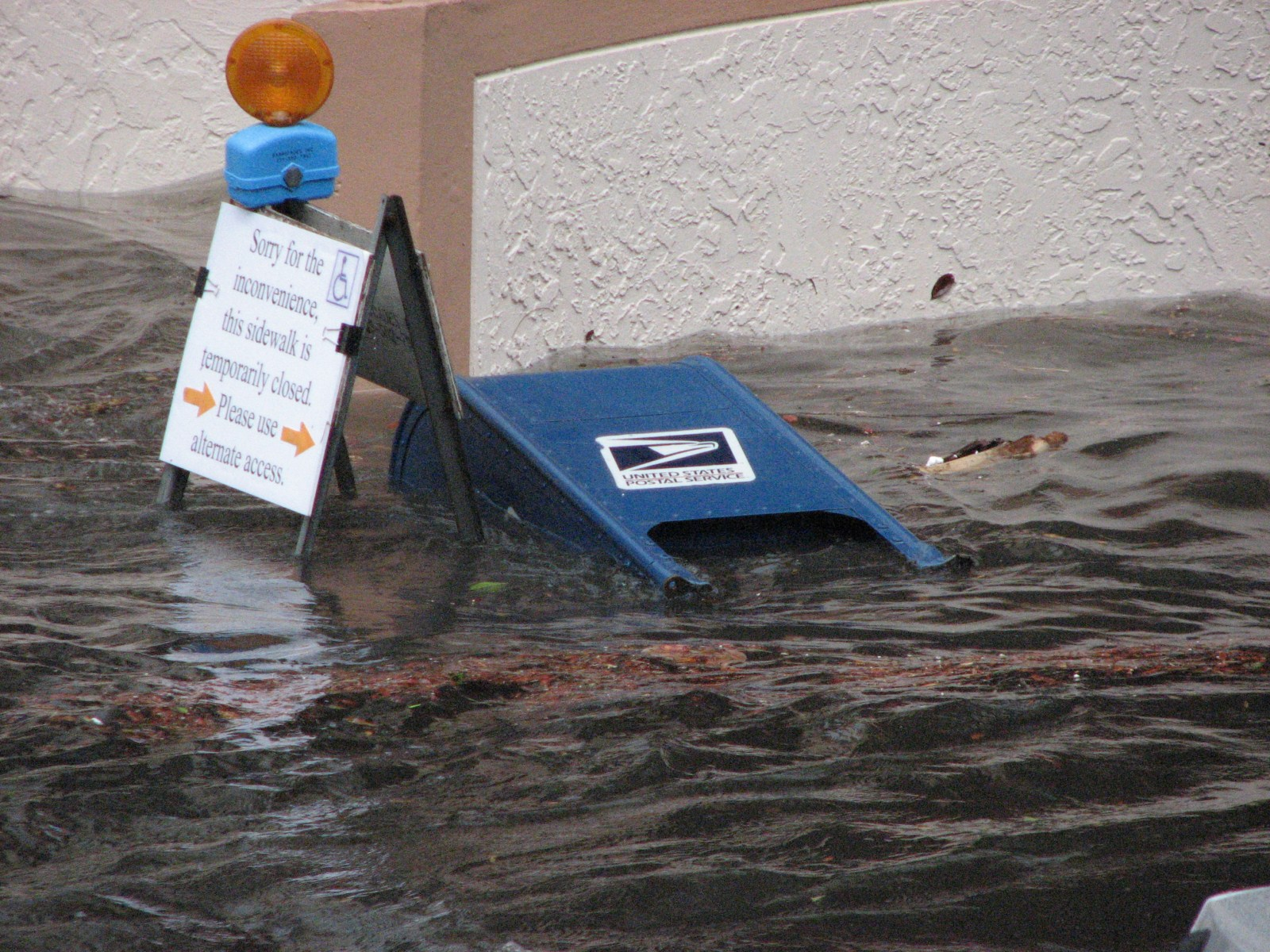
Biển báo đề chữ "vỉa hè ngừng hoạt động" ở Bãi biển Miami, yêu cầu mọi người băng qua đường ở vỉa hè khác
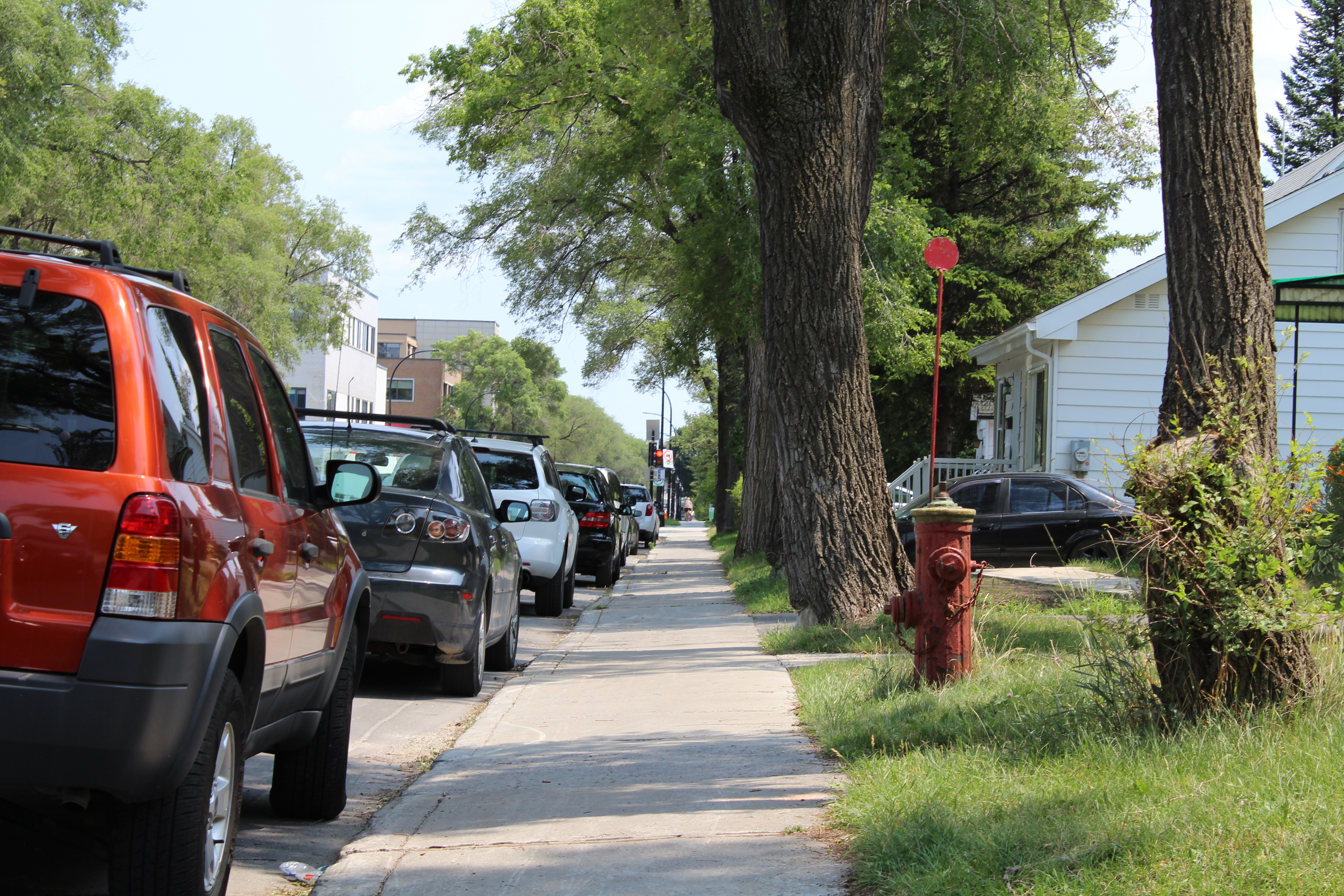
Một vỉa hè ở Montreal, Quebec